# La Cuba
La Cuba település Spanyolországban, Teruel tartományban. La Cuba Mirambel, La Mata de Morella és Portell de Morella községekkel határos. Lakosainak száma 50 fő (2024).

## Népesség
A település népessége az utóbbi években az alábbiak szerint változott:
| Lakosok száma | 60   | 52   | 63   | 63   | 50   | 45   | 36   | 43   | 42   | 50   |
|               | 2001 | 2004 | 2007 | 2009 | 2012 | 2014 | 2017 | 2019 | 2022 | 2024 |